# IOS 6
iOS 6 ist die sechste Hauptversion des mobilen Betriebssystems iOS des US-amerikanischen Unternehmens Apple Inc. Es wurde am 11. Juni 2012 auf der Worldwide Developers Conference vorgestellt und am 19. September 2012 für alle Benutzer veröffentlicht. Dies ist die letzte Hauptversion, die das iPhone 3GS unterstützt und die letzte Version, die im sogenannten Skeuomorphismus gehalten ist.
iOS 6 wurde am 18. September 2013 von iOS 7 abgelöst.

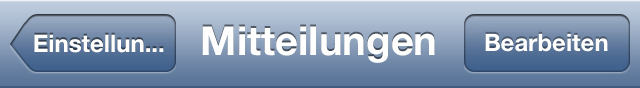
Skeuomorphismus (bis iOS 6)

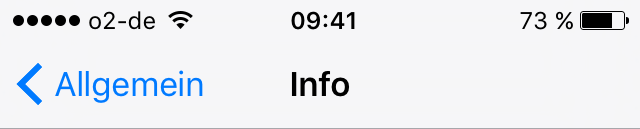
Flat Design (ab iOS 7)

## Änderungen
Apple brachte seine eigene Karten-App heraus, die Google Maps als primäre Karten-App ersetzte. Neu war auch eine dedizierte Podcast-App als zentraler Ort für Podcasts, sowie eine Passbook-App zur Verwaltung verschiedener Arten von Tickets, Bordkarten, Coupons und Kundenkarten. Der App Store wurde optisch überarbeitet und bot nun ein kartenbasiertes App-Layout sowie Optimierungen für Suchalgorithmen. Siri wurde mit neuen Funktionen aktualisiert und Facebook ins Betriebssystem integriert.

## Unterstützte Geräte
iOS 6 stellt die Unterstützung für das iPad 1 und den iPod touch 3 ein.

### iPhone
- iPhone 3GS
- iPhone 4
- iPhone 4s
- iPhone 5

### iPad
- iPad 2
- iPad 3
- iPad 4
- iPad mini 1

### iPod touch
- iPod touch 4
- iPod touch 5